# Konrad Kreißelmeyer
Konrad Kreißelmeyer (* 1877 in Ergersheim; † 1954 in Augsburg) war ein deutscher Verwaltungsjurist.

## Werdegang
Nach Abitur studierte er Rechtswissenschaften und wurde promoviert. Er war seit dem Wintersemester 1896/97 Mitglied der musischen Studentenverbindung Akademischer Gesangverein München im SV. Er trat 1907 in den bayerischen Staatsdienst ein und war 1933 Referent in der Regierung von Schwaben. Kreißelmeyer, der sich im Dritten Reich weigerte, der NSDAP beizutreten, verblieb zwar im Amt, wurde aber nicht mehr befördert. So stand er nach dem Krieg als unbelasteter Beamter zur Verfügung. Am 25. Mai 1945 wurde er von der amerikanischen Militärregierung kommissarisch als Regierungspräsident Schwabens eingesetzt. Am 12. September 1945 wurde er rückwirkend zum 1. Juli 1945 auf Grund eines Ministerratsbeschlusses planmäßig in die Stelle des Regierungspräsidenten von Schwaben eingewiesen. Kreißelmeyer blieb bis 31. Dezember 1948 im Amt. Er starb 1954 in Augsburg.